# Autochtones du Canada
Les Autochtones au Canada sont les premiers occupants du territoire qui constitue de nos jours le Canada et leurs descendants. Les fouilles archéologiques récentes démontrent des vestiges datant de 30 000 ans. Parmi ces peuples, certains auraient rejoint le continent en traversant le détroit de Béring à partir de la Sibérie orientale en Asie pour se rendre en Alaska.
Le gouvernement du Canada reconnaît trois groupes d'Autochtones : les Premières Nations, les Inuit et les Métis. Selon le recensement de 2021, il y aurait environ 1,8 million d'Autochtones au Canada, soit 5 % de la population totale du pays. Parmi eux, 58 % sont membres des Premières Nations, 34,5 % sont métis et 3,9 % sont Inuits. En 2017, les Affaires autochtones et du Nord Canada reconnaissent environ 630 bandes au Canada.
Depuis la colonisation européenne des Amériques, de nombreux autochtones ont été victimes d'assimilation culturelle forcée avec l'interdiction de pratiquer leurs religions et leurs cultures traditionnelles ainsi que la séparation des familles et l'envoi forcé de leurs enfants dans des pensionnats pour autochtones.
De nos jours, ils ont des problèmes socio-économiques importants. Plusieurs vivent sous le seuil de pauvreté et ils sont surreprésentés au sein de la population carcérale du pays.
Leur reconquête d'identité face à la violence colonialiste est en émergence et soutenue par plusieurs groupes canadiens. Les peuples autochtones sont néanmoins encore victimes de racisme et de colonialisme.

## Histoire

### Paléolithique

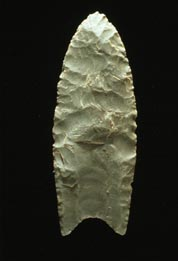
Une pointe de flèche de la période Clovis

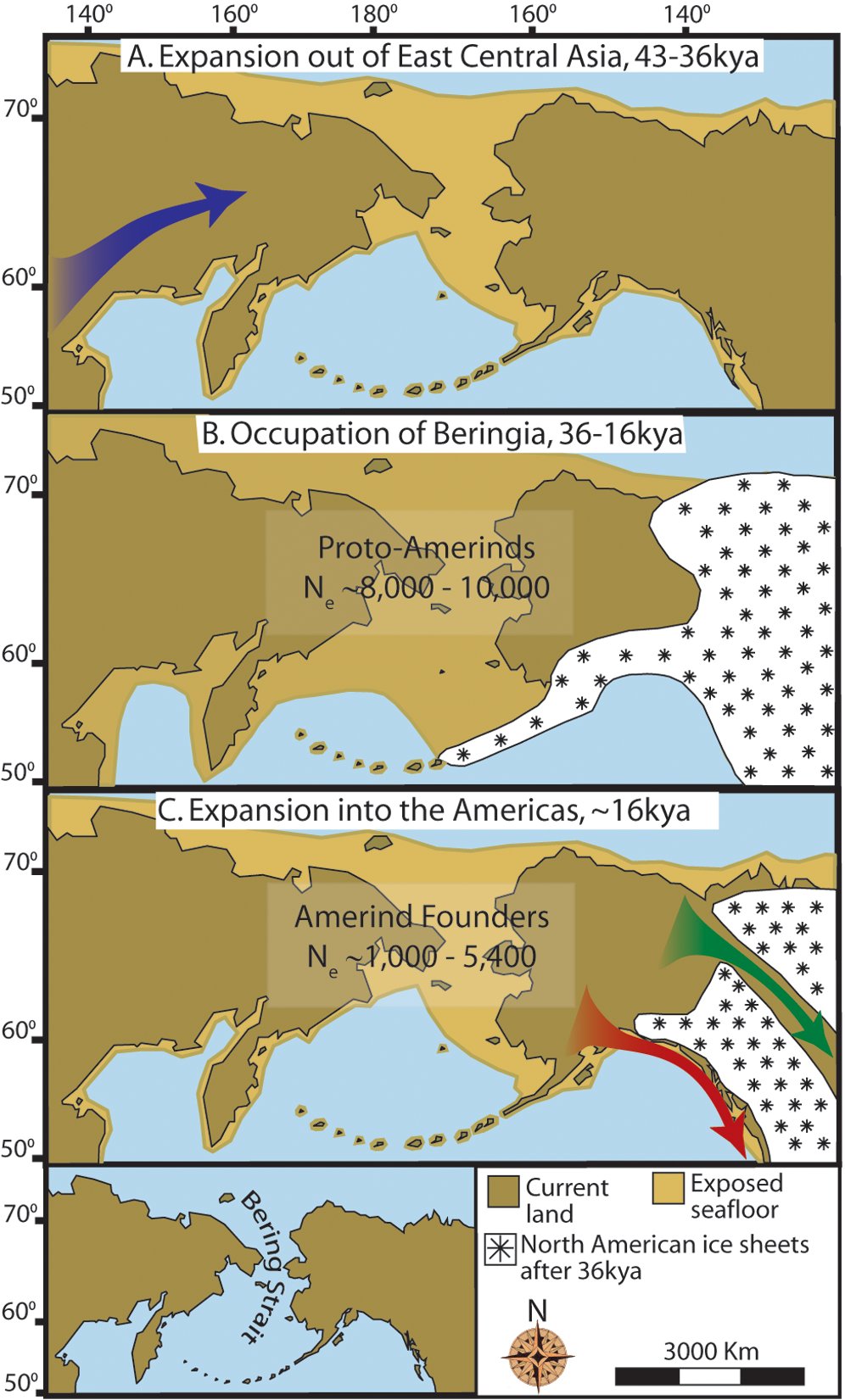
Carte montrant chacune des trois phases de la première colonisation de l'Amérique

Selon les études archéologiques et génétiques, les Amériques ont été les derniers continents du monde à connaître une habitation humaine. Durant la glaciation du Wisconsin, il y a 50 000 à 17 000 ans, le niveau de la mer baissant a permis aux humains de traverser la Béringie, un pont terrestre entre l'Alaska et la Sibérie orientale. Puisque l'Alaska était dégagée de glace à cause des faibles précipitations de neige, une petite population a pu s'y établir. Cependant, l'inlandsis laurentidien couvrait la majeure partie du Canada, confinant ces nouveaux habitants nomades à l'Alaska pendant plusieurs milliers d'années.
Les études génétiques des peuples Autochtones des Amériques (en) suggèrent que les premiers habitants des Amériques partagent tous la même population ancestrale qui s'est développée en isolation,,. En combinant ses résultats avec les études archéologiques, on conjecture qu'il s'agit de la population de la Béringie qui a été isolée de 10 000 à 20 000 ans,. Il y a environ 16 500 ans, les glaciers commencèrent à fondre, permettant ainsi aux humains de se déplacer vers le sud et l'est au Canada et plus loin en Amérique,.
Les premiers habitants de l'Amérique du Nord arrivèrent au Canada il y a au moins 15 000 ans,,. L'hypothèse la plus probable est que ces premiers habitants ont pénétré en Amérique en poursuivant des mammifères du Pléistocène tels que des castors géants, des bisons des steppes, des bœufs musqués, des mastodontes, des mammouths laineux et des caribous anciens. Des recherches archéologiques au Yukon, dans une région qui n'a pas été touchée par les glaciations quaternaires, ont montré qu'il y a une présence humaine au Canada depuis environ 12 000 ans,.

### Ère précolombienne
Le climat en Amérique du Nord s'est stabilisé il y a environ 10 000 ans pour ressembler aux conditions climatiques que l'on y retrouve de nos jours. Cela a permis les migrations et l'augmentation des populations humaines en Amérique. La grandeur et la variété des climats, de l'écologie, de la végétation, de la faune et des divisions des masses terrestres ont fait émerger des divisions culturelles et linguistiques parmi ses premiers habitants.
Le Nord-Ouest du territoire qui forme aujourd'hui le Canada était occupé par les peuples na-dénés à partir du VIIIe millénaire av. J.-C.. Ils sont les ancêtres des peuples de la famille des langues athapascanes. Les peuples Hurons-Wendats s'établirent dans le territoire qui forme de nos jours le Sud de l'Ontario le long de la rivière Eramosa (en) vers le VIIIe et VIIe millénaire av. J.-C., principalement entre le lac Simcoe et la baie Georgienne. À partir du VIe et du Ve millénaire av. J.-C., plusieurs différentes cultures amérindiennes se développèrent autour de la chasse aux bisons dans l'Ouest canadien. La côte ouest, à partir du VIIe au Ve millénaire av. J.-C., a vu le développement de différentes cultures basées autour de la pêche au saumons. À la même époque, les Nuu-chah-nulth de l'île de Vancouver commencèrent à chasser les baleines.

### Assimilation forcée

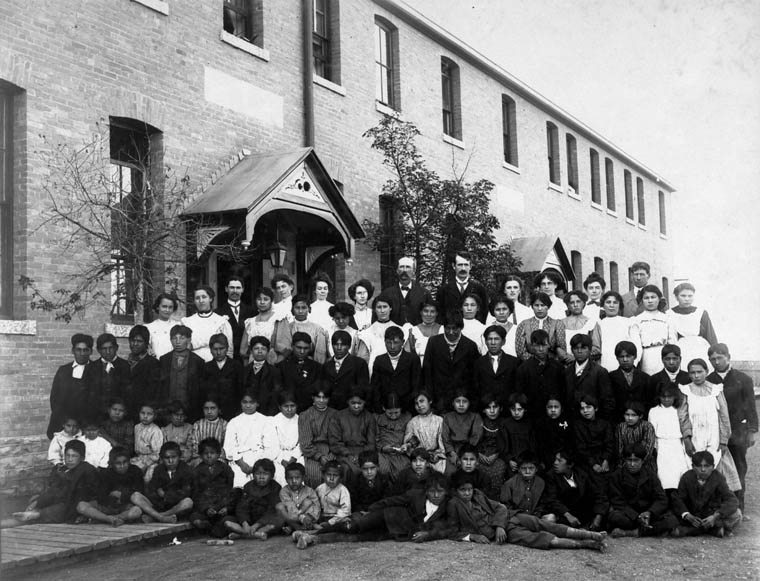
Étudiants d'un pensionnat autochtone à Regina en Saskatchewan en 1908

Après la guerre de conquête par les Anglais au XVIIIe siècle, le gouvernement du Canada encourageait l'assimilation des Autochtones à la « culture canadienne ». Cette stratégie a atteint son point culminant à la fin du XIXe et au début du XXe siècle avec une série d'initiatives ayant pour but l'assimilation et la subjugation complètes des Autochtones. Ces politiques étaient rendues possibles grâce à des lois telles que l'Acte pour encourager la civilisation graduelle et la Loi sur les Indiens qui promouvaient des idéaux européens tels que le christianisme, la vie sédentaire, l'agriculture et l'éducation formelle. Bien que la christianisation des Autochtones du Canada ait commencé dès l'arrivée des premiers missionnaires chrétiens dans les années 1600, elle est devenue plus systématique sous le régime britannique avec l'adoption de la Loi sur les Indiens en 1876 qui introduisait de nouvelles sanctions pour ceux qui ne se convertissaient pas au christianisme. Par exemple, la législation empêchait les Autochtones qui ne sont pas chrétiens à pouvoir témoigner ou avoir une cause entendue dans une cour et ils ne pouvaient pas consommer d'alcool. Lors de l'amendement de la Loi sur les Indiens en 1884, des pratiques religieuses traditionnelles telles que le potlatch ont été interdites. D'autres amendements en 1920 interdisaient aux autochtones reconnus par la loi de porter des costumes traditionnels ou d'effectuer des danses traditionnelles dans le but de mettre fin à toutes les pratiques qui n'étaient pas chrétiennes.
Une autre stratégie du gouvernement canadien était de rendre les Autochtones sédentaires. Il croyait ainsi qu'ils seraient plus faciles à assimiler. Par exemple, au XIXe siècle, le gouvernement a commencé à appuyer la création de village fermier modèle afin d'encourager les Autochtones à s'établir et à commencer à pratiquer l'agriculture. Cette stratégie se révéla être un échec. Le gouvernement se tourna donc vers la création de réserves indiennes établies selon la Loi sur les Indiens de 1876. La création des réserves était accompagnée de lois restreignant les activités des Autochtones telles que l'interdiction des boissons alcooliques, des restrictions sur éligibilité au vote lors de l'élection des conseils de bande, la réduction de la taille des territoires de chasse et de pêche et l'interdiction d'Autochtones reconnus par la loi de visiter d'autres groupes autochtones sur leurs réserves.
Grâce à la Gradual Civilization Act de 1857, le gouvernement canadien encourageait les Amérindiens à s'affranchir, c'est-à-dire d'enlever toutes distinctions légales entre les Autochtones et les autres sujets canadiens. En s'affranchissant, un Autochtone ainsi que sa famille, perdait tout titre autochtone. L'intention était que les Autochtones deviennent ainsi « moins sauvages » et « plus civilisés ».
La dernière stratégie du gouvernement pour assimiler les Autochtones était le système des pensionnats autochtones établi selon la Loi sur les Indiens. L'intention était que les enfants sortent ainsi de leurs communautés « sauvages » pour devenir des « citoyens civilisés ». De 1847 à 1996, le gouvernement du Canada, en partenariat avec l'Église catholique, a opéré 130 écoles résidentielles à travers le pays pour les enfants autochtones qui étaient forcés de quitter leurs maisons. En 2008, le Premier ministre Stephen Harper s'est officiellement excusé au nom du gouvernement du Canada et de ses citoyens pour les pensionnats autochtones. Entre la fin du XIXe siècle et 1996, ce sont plus de 150 000 enfants autochtones qui ont été placés de force dans ces pensionnats religieux. La directrice de la Société de soutien à l'enfance et à la famille des Premières Nations du Canada indique que « Plusieurs des enfants envoyés aux pensionnats étaient emmenés sans que leurs parents le sachent. Ils jouaient dehors, par exemple, et ils étaient enlevés puis envoyés aux pensionnats. Certains ne revenaient jamais ».
En outre, entre les années 1960 et 1980, 20 000 enfants autochtones ont été enlevés de leur famille et placés dans des familles non autochtones dans le cadre de la rafle dite des « Sixties Scoop ».

### Revendications accentuées et décolonisation progressive
Durant le dernier quart du XXe siècle, les revendications autochtones deviennent plus visibles dans les médias allochtones. On retient par exemple les actions militantes de Mary Two-Axe Earley des années 1960 aux années 1980. Les films de la réalisatrice Alanis Obomsawin. La publication en 1976 du roman autobiographique de la cheffe innue An Antane Kapesh. Les résistances très médiatisées de la Crise d'Oka de 1990. De même, on note la dénonciation par les femmes autochtones de leur faible présence médiatique lors de la Marche Du pain et des roses en 1995.
Ce genre de revendications, qui peuvent être analysées comme tenant d'un mouvement de décolonisation, s'accentuent au XXIe siècle et ont de nombreuses répercussions. Ainsi, en 2008, la Commission de vérité et réconciliation du Canada est mise en place. En 2012, le Mouvement Idle No More est lancé. En 2015, la table est mise pour que la juge en cheffe de la Cour suprême, Beverley McLachlin affirme publiquement que les politiques canadiennes des 19e et 20e siècles relatives aux peuples autochtones visaient à commettre un génocide culturel.
En 2021, les corps anonymes de centaines d'enfants autochtones sont retrouvés sur les sites d'anciens pensionnats catholiques du Canada. Cette découverte a pour effet d'indigner communément les majorités autochtones et allochtones et d'illustrer, aux yeux de plusieurs, la validité des dénonciations autochtones. Le 26 juillet 2021, Mary Simon est la première personne d'origine autochtone à occuper le poste de gouverneure générale du Canada.
La même année de nombreuses femmes autochtones accèdent à des postes de pouvoir au sein de leurs propres nations. Ainsi, Mandy Gull-Masty, Kahsennenhawe Sky-Deer et RoseAnne Archibald sont respectivement nommées à la tête de la nation crie, du Conseil mohawk de Kahnawake et de l'Assemblée des Premières Nations, ce qui préluderait à d'importants changements.

## Groupes constitutionnels
La constitution de 1982 divise les peuples autochtones du Canada en trois groupes : Premières Nations ou Indiens de l'Amérique du Nord, Inuit, Métis. Ces trois groupes sont reconnus par la Loi constitutionnelle de 1982.

### Premières Nations

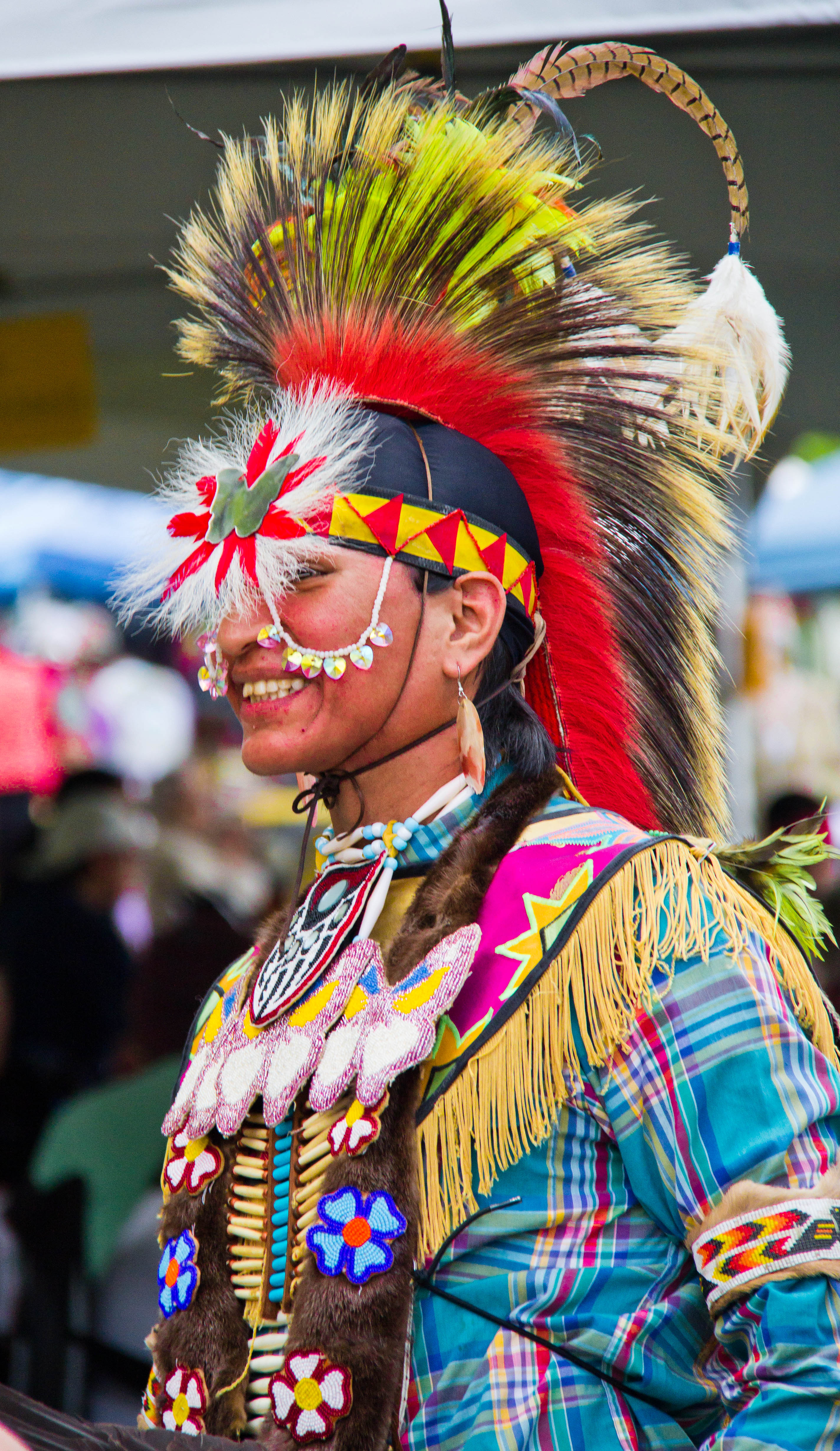
Un danseur durant le pow-wow de la nation odawa en 2014

Les Premières Nations sont les Autochtones prédominant en Amérique du Nord au sud de l'Arctique. Elles représentent 64 % de la population autochtone du Canada. Elles se répartissent en 50 peuples de langues et de cultures différentes. En 2017, il y a plus de 630 bandes et autres gouvernements des Premières Nations reconnus par Affaires autochtones et du Nord Canada à travers le pays. Environ la moitié de ceux-ci se trouvent en Colombie-Britannique et en Ontario. La grande majorité des Premières Nations ont un territoire dont l'usage leur est réservé appelé « réserve indienne ». Cependant, de nos jours, la majorité des membres des Premières Nations vivent en milieu urbain et non pas sur une réserve.

### Inuits

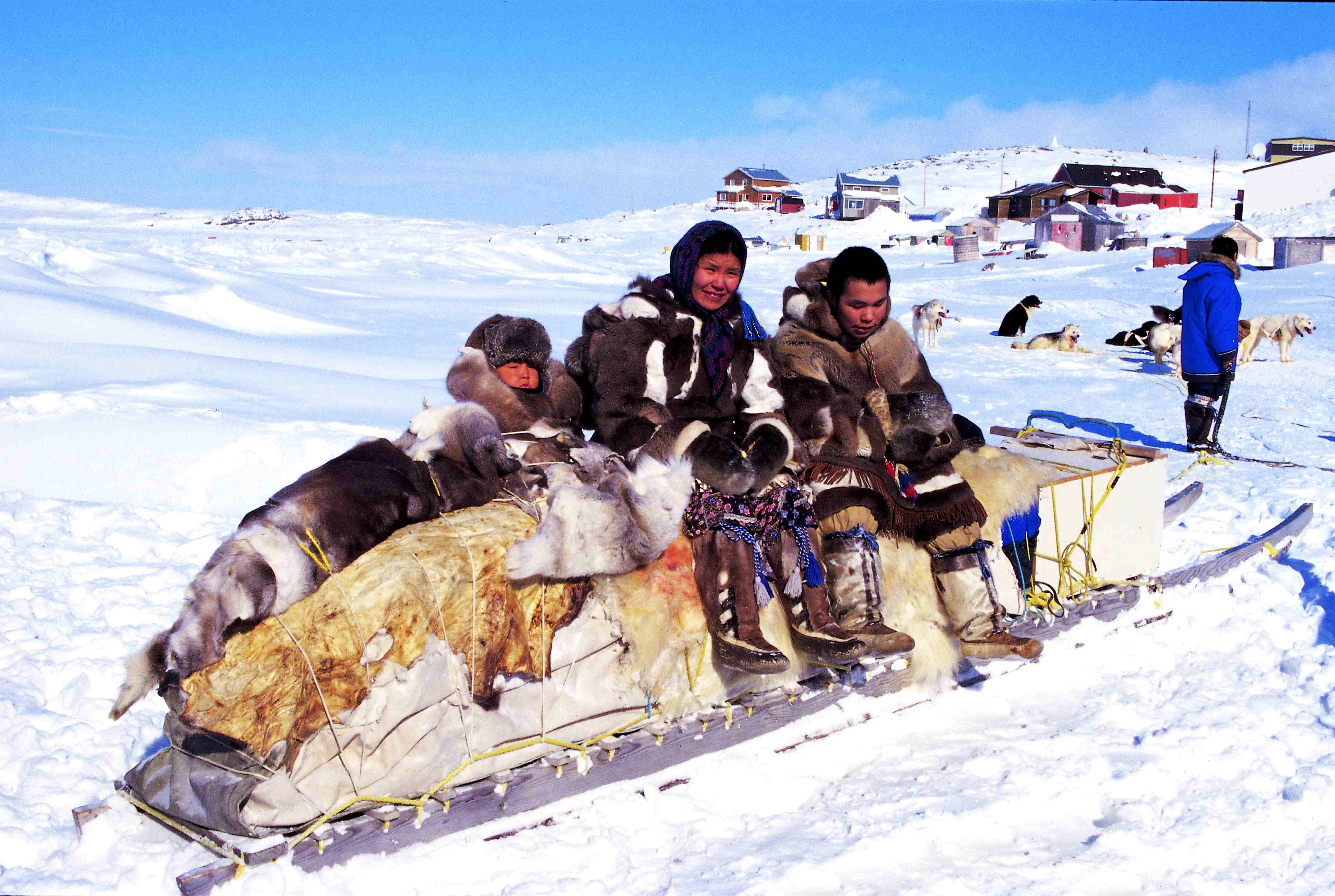
Traîneau traditionnel dans le village inuit de Kinngait

Les Inuits sont un groupe de peuples Autochtones vivant dans les régions arctiques de l'Amérique du Nord. Ils partagent une descendance thuléenne. Ils ne sont pas considérés comme étant des Premières Nations, puisque leurs ancêtres seraient arrivés en Amérique plusieurs millénaires après l'arrivée de ceux-ci. En fait, les Inuits partagent davantage de similarités avec les peuples habitant les régions arctiques asiatiques qu'avec les peuples amérindiens. Historiquement, les Inuits étaient un peuple de chasseurs nomades. Bien que la majorité des Inuits vivent, de nos jours, de manière sédentaire, une grande partie vit toujours de la chasse et de la pêche. Au Canada, la population inuite est composée d'environ 40 000 personnes. Ils vivent principalement au Nunavut, dans les Territoires du Nord-Ouest, au Nunavik et au Labrador.
Collectivement, au Canada, les Inuits sont représentés par l'Inuit Tapiriit Kanatami qui négocie notamment les revendications territoriales des Inuits. D'ailleurs, le plus important processus de revendication territoriale dans l'histoire du Canada a mené, en 1999, à la création du Nunavut, un nouveau territoire dont le nom signifie « notre terre » en inuktitut, la langue principale des Inuits.

### Métis

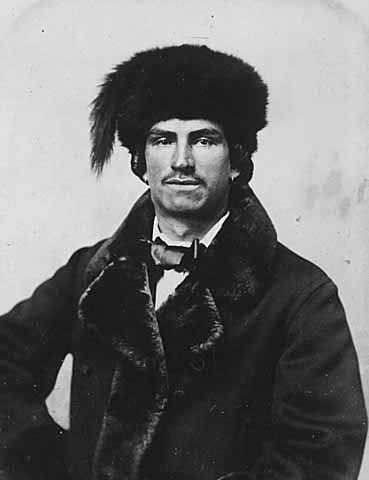
Un marchand de fourrures métis vers 1870

Les Métis sont un peuple autochtone du Canada descendant à la fois des Amérindiens et des Européens. En effet, la nation métisse est née de mariages anciens entre des femmes cries, ojibwées et saulteuses et des Canadiens français et anglais. Elle est présente dans l'Ouest canadien. Sa langue traditionnelle est le métchif, un créole développé à partir du français et du cri. De nos jours, les Métis parlent principalement l'anglais, mais le français est encore présent. Le métchif a presque disparu, mais une volonté existe de le faire revivre. Selon la Constitution du Canada, le terme « Métis » fait spécifiquement référence à la nation établie au Manitoba le long de la rivière Rouge. De nos jours, on estime le nombre de Métis entre 300 000 et 700 000 personnes. Puisque les Métis sont reconnus par la Constitution canadienne, ils ont réussi à faire reconnaître leurs droits ancestraux, comme le droit à la chasse. De plus, le 31 mai 2005, un accord préliminaire a été signé entre le Ralliement national des Métis et le gouvernement du Canada en vue d'une autonomie gouvernementale de la nation métisse sur son territoire d'origine.

## Démographie

### Variables statistique
Statistique Canada emploie différentes variables afin de recenser la population autochtone: l'ascendance autochtone et l’origine ethnique autochtone nord-américaine, l'identité autochtone et le statut d'« Indien inscrit » ou d'« Indien des traités »,.
L'origine ethnique autochtone nord-américaine et l'ascendance autochtone démontrent si la personne a des aïeux, généralement, au-delà des aïeuls, affiliés aux groupes autochtones (Premières Nations, Inuit, Métis),.
L'identité autochtone englobe les « Indiens inscrits » et « les Indiens des traités », les membres d'une Première Nation ou d'une bande indienne et les personnes s'identifiant à l'un des trois groupes autochtones.
Le statut d'Indien inscrit ne concerne pas les Indiens non inscrits, les Métis ou les Inuit, puisqu'ils ne sont pas inscrits dans le registre des Indiens du ministère Affaires autochtones et du Nord Canada. Les Indiens des traités sont les membres d'une Première Nation ou d'une bande indienne qui a signé un traité, tel que les traités numérotés, avec la Couronne. Les personnes ayant l'un de ces statut sont usuellement appelées « Indiens avec statut » ou « Indiens statués ».

### Population
Selon le recensement du Canada de 2011 effectué par Statistique Canada, il y a 1 400 685 autochtones au Canada, ce qui correspond à 4,3 % de la population totale du pays. Ceux-ci se répartissent en 851 560 Premières Nations, 451 795 Métis et 59 445 Inuits.
| Province/territoire       | Population | % de la province | Premières Nations | Métis   | Inuits | Multiples | Autres |
| ------------------------- | ---------- | ---------------- | ----------------- | ------- | ------ | --------- | ------ |
| Alberta                   | 220 695    | 6,2 %            | 116 670           | 96 865  | 1 985  | 7 875     | 3 295  |
| Colombie-Britannique      | 232 290    | 5,4 %            | 155 015           | 96 865  | 1 570  | 2 480     | 3 745  |
| Île-du-Prince-Édouard     | 2 230      | 1,6 %            | 1 520             | 410     | 55     | 0         | 235    |
| Manitoba                  | 199 940    | 17,0 %           | 130 075           | 78 835  | 580    | 1 205     | 1 055  |
| Nouveau-Brunswick         | 22 620     | 3,1 %            | 16 120            | 4 850   | 485    | 145       | 1 020  |
| Nouvelle-Écosse           | 33 845     | 3,7 %            | 21 895            | 10 050  | 695    | 225       | 980    |
| Nunavut                   | 27 360     | 86,3 %           | 130               | 135     | 27 070 | 15        | 15     |
| Ontario                   | 301 430    | 2,4 %            | 201 100           | 86 015  | 3 360  | 2 910     | 8 045  |
| Québec                    | 141 915    | 1,8 %            | 82 425            | 40 960  | 12 570 | 1 550     | 4 410  |
| Saskatchewan              | 157 740    | 15,6 %           | 103 205           | 52 450  | 290    | 670       | 1 120  |
| Terre-Neuve-et-Labrador   | 35 800     | 7,1 %            | 19 315            | 7 665   | 6 260  | 260       | 2 300  |
| Territoires du Nord-Ouest | 21 160     | 51,9 %           | 13 345            | 3 245   | 4 335  | 45        | 185    |
| Yukon                     | 7 710      | 23,1 %           | 6 585             | 845     | 175    | 30        | 70     |
| Canada                    | 1 400 685  | 4,3%             | 851 560           | 451 795 | 59 445 | 11 415    | 26 470 |

## Politique

### Traités

Carte des territoires couverts par les traités numérotés

De 1871 jusqu'à 1921, le gouvernement du Canada a signé une série de onze traités numérotés. avec différentes Premières Nations, principalement dans les provinces de l'Alberta, du Manitoba, de l'Ontario et de la Colombie-Britannique. Ces accords avaient pour objectif d'ouvrir les territoires autochtones à la colonisation, à l'exploitation de leur ressources naturelles, et à la construction de chemin de fer. Cependant, pour que ces accords restent équitable, les peuples autochtones avaient en retour des compensations. En effet, ils étaient promis des terres de réserve, des paiements annuels, de l'aide matérielle, tel que des outils agricoles ou du bétail par exemple, ainsi que l'accès à certains services gouvernementaux, notamment l'éducation et la santé.
Ces traités sont donc présentés comme des ententes mutuelles mais sont en réalité signés dans un contexte d'inégalité de pouvoir. De faite, de nombreuses Premières Nations n'étaient pas totalement informées des implications juridiques des traités, sachant que les versions orales initialement présentées par les commissaires du gouvernement n'étaient généralement pas la version écrite finale. De plus, les Inuits et les Métis n'étaient souvent pas inclus dans ces traités ce qui les laissaient sans véritable reconnaissance ni protection juridique dans le cadre du système mis en place par le gouvernement canadien.
À la suite de la signature de ces traités, le gouvernement canadien a adopté en 1876 la Loi sur les Indiens qui va venir structurer d'autant plus la vie des peuples autochtones, allant de leur gouvernance des bandes, jusqu'à la définition juridique de l'identité autochtone. Ainsi, cette loi est adoptée dans une dynamique d'assimilation des populations autochtones. Les poussant progressivement à abandonner leurs langues, leur cultures et leurs modes de vie traditionnels.

Ainsi, l'ensemble de ces traités numérotés et la Loi sur les Indiens constituent les fondements d'une même stratégie coloniale qui visait à affaiblir l'autonomie des peuples autochtones. Aujourd'hui encore, malgré leur reconnaissance dans la Constitution canadienne de 1982, les droits issus de ces traités restent une source de tensions et de débats entre les Premières Nations et le gouvernement fédéral du Canada. 

### Loi sur les Indiens
La Loi sur les Indiens adoptée en 1876, constitue la principale législation canadienne régissant le statut et les droits des membres des Premières Nations inscrits, sans s'appliquer aux Métis et aux Inuits. Initialement issue d'une séries de lois coloniales antérieurs, cette loi a été instaurée pour encadrer les affaires autochtones et s'est avérée une politique d’assimilation des Première nations inscrites.
La loi confère au gouvernement fédéral une autorité considérable sur les communautés autochtones, en réglementant notamment l'appartenance aux bandes, l'accès aux terres de réserve, ainsi que divers aspects de la vie sociale et politique des Premières Nations. Au fil du temps, elle a été modifiée à plusieurs reprises pour répondre aux critiques et aux revendications des peuples autochtones. Parmi les réformes majeures figurent la reconnaissance accrue des droits des femmes autochtones et des ajustements liés à l'inscription au statut d'Indien.

Cependant, bien que certaines dispositions aient été amendées pour mieux refléter les droits des Premières Nations, cette loi demeure encore controversée. Elle est souvent critiquée pour son caractère paternaliste et ses restrictions sur l'autonomie des peuples autochtones. De nombreux leaders et organisations autochtones exercent des pressions en vue du remplacement de ce cadre législatif par une législation plus respectueuse des droits et des traditions autochtones. 

### Organisations politiques
Les organismes représentant les Autochtones du Canada au niveau national incluent l'Assemblée des Premières Nations, l'Inuit Tapiriit Kanatami, le Ralliement national des Métis, l'Association des femmes autochtones du Canada, l'association nationale des centres d'amitié autochtones et le Congrès des peuples Autochtones (en).

### Souveraineté et autonomie gouvernementale
Les Autochtones du Canada réclament leurs droits à la souveraineté selon la proclamation royale de 1763, qui est mentionnée dans la Loi constitutionnelle de 1982, les Actes de l'Amérique du Nord britannique et la convention de Vienne sur le droit des traités dont le Canada est signataire.

## Langues

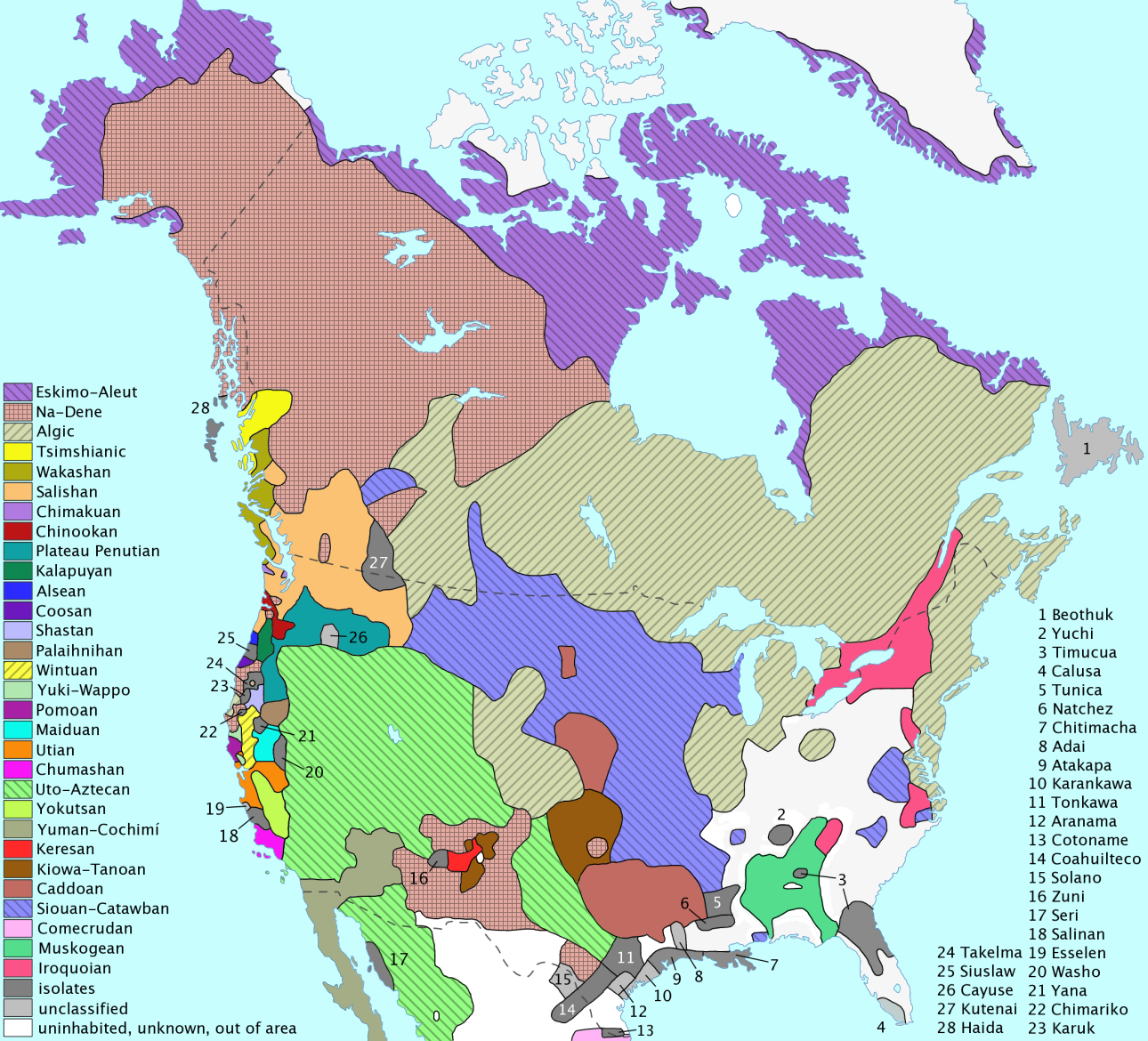
Répartition des familles linguistiques en Amérique du Nord avant le contact avec les Européens

En 2016, il y a plus de soixante-cinq langues et dialectes distincts de langues autochtones parlés au Canada. Sur ceux-ci, seulement le cri, l'inuktitut et l'ojibwé ont un assez grand nombre de locuteurs pour être considérés viables afin de survivre à long terme.
Deux des territories canadiens ont accordé un statut officiel à des langues autochtones. Le Nunavut a l'inuktitut et l'inuinnaqtun en tant que langues officielles aux côtés des langues officielles du Canada. De leur côté, les Territoires du Nord-Ouest ont adopté une Loi sur les langues officielles qui définit onze langues officielles dont neuf langues autochtones en plus de l'anglais et du français : le chipewyan, le cri, l'esclave du Nord et du Sud, le gwich’in, l'inuinnaqtun, l'inuktitut, l'inuvialuktun et le tlicho (tłı̨chǫ, flanc-de-chien).
En 2019 est adoptée la Loi sur les langues autochtones qui accorde une protection légale aux langues des Autochtones du Canada.
| Langue     | Nombre de locuteurs |
| ---------- | ------------------- |
| Cri        | 99 950              |
| Inuktitut  | 35 690              |
| Ojibwé     | 32 460              |
| Oji-cri    | 12 605              |
| Innu-aimun | 11 815              |
| Chipewyan  | 11 310              |
| Micmac     | 8 750               |
| Sioux      | 6 495               |
| Atikamekw  | 5 645               |
| Pied-noir  | 4 915               |

## Situation socioéconomique

### Revenus et chômage
Le revenu annuel des Autochtones du Canada varie de 60 % à 90 % de celui des Canadiens. Le taux de chômage chez les Autochtones est le double du taux de chômage national. Plus de la moitié des Autochtones au Canada ont un revenu inférieur ou égal au seuil de pauvreté.

### Logement
En octobre 2019, le Canada est épinglé par l'ONU pour les conditions de logement des peuples autochtones. La commission d’enquête souligne que les Autochtones sont « plus susceptibles d’être mal logés et d’avoir des problèmes de santé qui découlent de cette situation ». En outre, « le pourcentage des sans-abri parmi eux est disproportionnellement élevé et ils sont extrêmement vulnérables aux expulsions forcées, à l’accaparement de terres et aux effets des changements climatiques. Lorsqu’ils défendent leurs droits, ils sont souvent la cible de violences extrêmes ». Les communautés autochtones sont aussi fortement victimes de la pénurie de logements qui touche le nord du Canada : communautés à dormir en alternance. « Quinze personnes vivent dans une maison de la taille d’une caravane. (...) Elles doivent dormir à tour de rôle comme il n’y a pas beaucoup de place ».

### Criminalité et incarcération
Les Autochtones du Canada sont plus à risque d'être victimes d'un crime que les non-autochtones du pays. Ceci est particulièrement vrai pour les jeunes de 15 à 34 ans. La violence domestique et les abus sexuels contre des enfants sont plus fréquents parmi la population autochtone. En fait, les abus sexuels touchent de 25 à 50 % des jeunes filles tandis que ce taux est de 20 à 25 % parmi la population en général.
En 2007, 17 % des individus incarcérés au Canada étaient des Autochtones bien qu'ils ne représentent que 2,7 % de la population du pays. Ceci représente un taux d'incarcération six fois plus élevé parmi la population autochtone que la population canadienne en général.

### Suicide
Les Autochtones du Canada ont un taux de suicide parmi les plus élevés au monde. Pour chaque tranche d'âge, les taux de suicide parmi les Autochtones sont trois fois plus élevés que chez la population canadienne en général.

### Eau potable
Environ 400 communautés autochtones au Canada ont connu ou continuent d'avoir des problèmes sérieux avec la qualité de l'eau potable. Le deux tiers des communautés autochtones du pays ont reçu au moins un avis concernant l'eau potable entre 2004 et 2014. En fait, les pires provinces sont la Saskatchewan et le Nouveau-Brunswick où 93 % des communautés autochtones ont reçu au moins un avis durant ces années, suivies de l'Alberta avec 87 %. Le plus bas taux provincial est celui du Manitoba avec 51 %. Par exemple, les résidents de la Première Nation de Neskantaga en Ontario doivent faire bouillir leur eau depuis 20 ans en raison d’un manque d’entretien,.

### Personnes portées disparues et meurtres
Au Canada, les femmes autochtones « sont douze fois plus susceptibles d’être victimes de violence que les femmes non autochtones », selon un rapport commandé en 2019 par l’État.
Selon la journaliste Emmanuelle Walter, « ce féminicide est le fruit de la pauvreté, et cette pauvreté découle directement d’un colonialisme qui est toujours vivant [...] en Colombie-Britannique, une route est surnommée « l’autoroute des larmes », à cause du grand nombre de femmes autochtones disparues en faisant du stop. Pourquoi font-elles du stop ? Parce qu’il n’y a pas assez de transports en commun.»

## Annexe

#### Ouvrages
- (en) Olive Patricia Dickason et William Newbigging, A Concise History of Canada's First Nations, Oxford University Press, 2010, 432 p. (ISBN 978-0-19-543242-8).
- (en) Olive Patricia Dickason et David T. McNab, Canada's First Nations : A History of Founding Peoples from Earliest Times, Oxford University Press, 2008, 608 p. (ISBN 978-0-19-542892-6).
- René Boudreault, Du mépris au respect mutuel : clefs d'interprétation des enjeux autochtones au Québec et au Canada, Montréal, Écosociété, 2003, 224 p. (ISBN 978-2-921561-96-9).

#### Articles scientifiques
- Éléna Choquette, « L'autre fracture : les peuples autochtones et l'Union fédérale de 1867 », Cap-aux-Diamants, no 129,‎ 2017, p. 21-24 (lire en ligne).
- Éric Caron-Malenfant, Coulombe Simon et Eric Guimond et al., « La mobilité ethnique des Autochtones du Canada entre les recensements de 2001 et 2006 », Population, vol. 69, no 1,‎ 2014, p. 29-55 (DOI 10.3917/popo.1401.0029, lire en ligne).
- Pierre Trudel, « Second regard sur l'histoire des Autochtones », Nouveaux Cahiers du socialisme, no 18,‎ 2017, p. 106-110 (lire en ligne).
- Sébastien Grammond, Isabelle Lantagne et Natacha Gagné, « Aux marges de la classification officielle : les groupes autochtones sans statut devant les tribunaux canadiens », Droit et société, vol. 2, no 81,‎ 2012, p. 321-342 (lire en ligne).

#### Filmographie
- Gwenlaouen Le Gouil, Tuer l'Indien dans le cœur de l'enfant, France, 2020, film documentaire, 73'